# Maison à quatre pièces

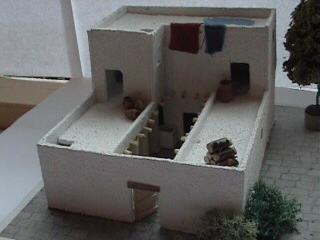
Maquette d'une maison à quatre pièces

La maison à quatre pièces est un type de construction mis au jour dans de nombreux sites archéologiques de l'Âge du Fer en Israël. Elle est également appelée maison à piliers-cour intérieure ou maison israélite car elle est souvent considérée comme un élément caractéristique des sites de peuplement israélite de l'Âge du Fer. 

## Description

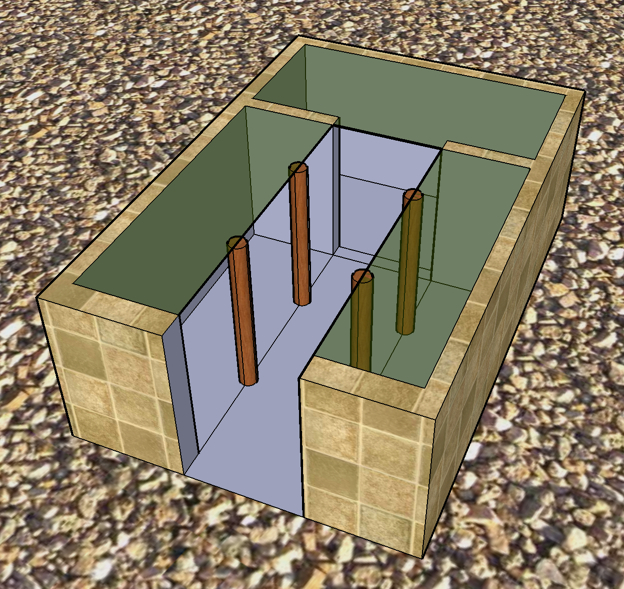
Maison à quatre pièces ou maison israélite

Le plan général de ce type d'habitation est rectangulaire. Elle occupe une surface d'environ 100 m2. Comme son nom l'indique, l'espace d'habitation de cette maison est divisé en 4 pièces : 3 pièces  rectangulaires de même longueur complétées par une quatrième pièce bordant les 3 autres et perpendiculaire à elles. La particularité réside dans la séparation entre les 3 pièces allongées qui est réalisée non pas par un mur mais par des piliers, généralement monolithiques. Les piliers eux-mêmes se sont conservés dans plusieurs cas. Une autre caractéristique est l'ajout de la quatrième pièce le long du petit côté de la maison. La séparation est en général réalisée par un mur plein. Il existe aussi une variante à trois pièces. Une telle maison pouvait abriter 10 à 15 personnes.

## Fonctionnalité
Plusieurs interprétations de la fonctionnalité de cette maison sont discutés. Il s'agit pour la plupart des chercheurs d'un modèle très adapté à une population pastorale. Ainsi pour Dever : "La maison à cour intérieure, qui se développera plus tard dans la maison à 4 chambres, typiques des sites Israélites du Fer II, est une ferme idéale, qui convient à une population rurale.", ou pour Laurence Stager : "c'est une adaptation réussie à la vie de ferme : le rez-de-chaussée à de l'espace pour la cuisine, du petit artisanat, rangement et étable, quant à l'étage qui pouvait servir de salle à manger, chambres ... mais aussi pour l'unité socio-économique qui vivait à l'intérieur, pour la plupart des familles agricoles ou d'éleveur de petit bétail."
Cette approche fonctionnelle reste cependant discutée. Ainsi, selon Avraham Faust et Shlomo Bunimovitz, l'arrangement et l’accessibilité des pièces pourraient également être utiles dans le cadre du respect des lois de pureté israélites.
Ce mode de construction a également été adapté pour d'autres utilités, comme des maisons de soldats, des tombes, des temples, ...  Sous la monarchie israélite, il prend une forme monumentale pour servir de bâtiments publics appelés bâtiment tripartite à piliers.

## Origine du plan de l'habitation
Dans sa manifestation la plus simple, l'habitat des régions semi-arides consiste en 2 pièces séparées par une rangée de piliers. Une inspiration possible pour ces habitations pourrait venir de la tente des nomades où les piliers des maisons auraient leur origine dans les poteaux des tentes. L'addition d'une  deuxième rangée de piliers en fait un espace à trois pièces.
D'autres voient son origine dans des bâtiments cananéens du Bronze récent.

## Répartition spation temporelle

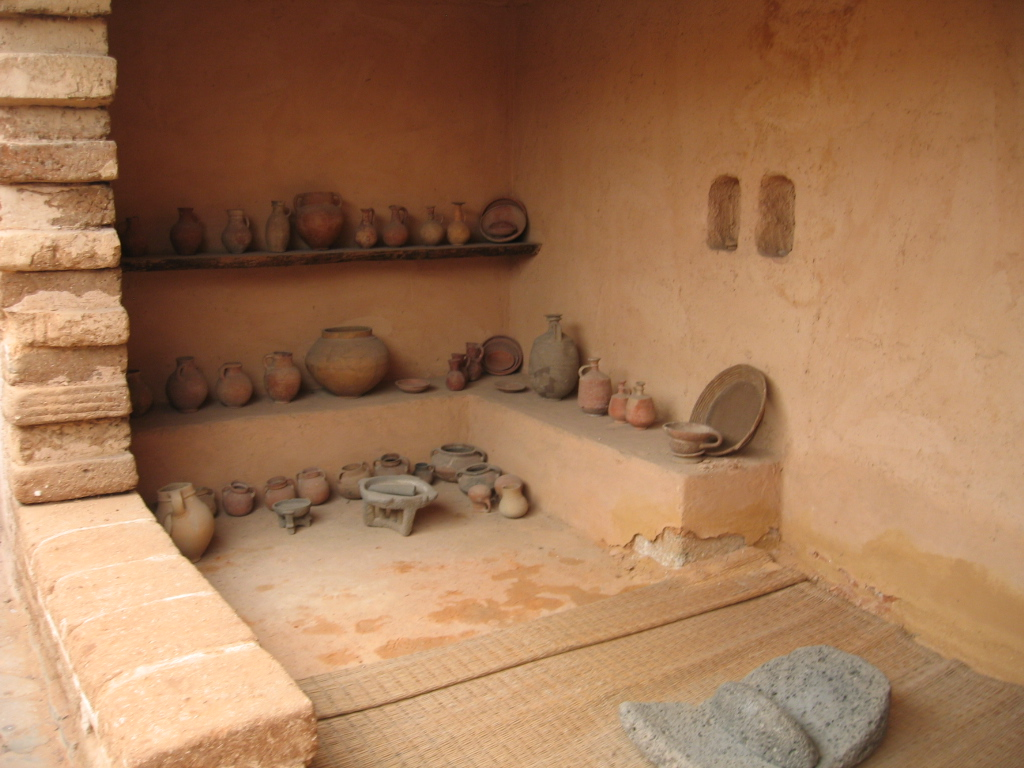
Reconstitution d'une maison israélite au musée de la Terre d'Israël à Tel Aviv.

Ce type de maison est retrouvé dans les sites archéologiques occupés par les israélites lors de leur sédentarisation dans les hautes terres au début du Fer I (c. -1200), sa forme mature jusqu'à la fin du Fer I (c. -1000) et domine l'architecture israélite jusqu'à la fin du Fer II et la fin de la monarchie en -586.
Au Fer I, à l'ouest du Jourdain, les maisons à quatre pièces ont été retrouvées dans environ 25 sites, et dans une dizaine de sites à l'est du Jourdain. Les principaux point de peuplement sont Megiddo, Tel Qasile (en banlieue de Tel Aviv), Tel Arad, la Cité de David à Jérusalem, le mont Ebal (à proximité de l'autel), Tel Siqmonah (à côté de Haïfa), Izbet Sartah (à côté de Rosh HaAyin), Hatzor et dans le nord du Néguev Tel Beer Sheva, Tel Masos, Tel Bet Mirsim, Tel en Nasbeh (en), Tel es Saidiyah, Tel Gamma et Tel Sera. Les sites sur lesquels on les trouve sont le plus souvent caractérisés par l'absence d'os de porc, contrairement aux sites philistins et cananéens, l'absence d'écriture et la présence de jarres à collier.
De ce fait ces maisons ont souvent été comprises comme un trait culturel des israélites,,,.
Pour d'autres chercheurs, on ne peut pas directement associer les israélites et ce type de construction, car il existe des exemples plus ancien que la sédentarisation des israélites vers -1200, ou sortant du périmètre attribué à ce peuple,. 
À Tel Sera, la tradition des maisons à quatre pièces remonte au XIe siècle av. J.-C., or la poterie de cette strate y est philistine. À Tel Qasile, les maisons à quatre pièces datent également de l'occupation philistine (strate X). Certains aspects de ces bâtiments sont déjà visibles à l'Âge du Bronze. À Tel Bet Mirsim, on trouve à la fois ces maisons à l'Âge du Fer, mais aussi au Bronze Moyen. Au Bronze Moyen II, on dispose du plan d'une maison à quatre pièces dont une des séparations est réalisée par des poteaux en bois ou reposant sur une base en pierre. Le modèle de la maison à quatre pièces s'est donc répandu parmi les Israélites au point qu'il en devient un développement propre, mais les principaux éléments sont déjà présents à l'Âge du Bronze. Ce modèle a pu être emprunté aux couches les plus pauvres de la population cananéenne et être adopté par les nouveaux arrivants Israélites et Philistins comme un modèle standard pour leurs habitations.[réf. souhaitée]

## Sources
- (he) Cet article est partiellement ou en totalité issu de l’article de Wikipédia en hébreu intitulé « בית ארבעת המרחבים » (voir la liste des auteurs).
- G.R.H. Wright, Ancient Building in south Syria and Palestine, 1985  (ISBN 90-04-07091-5)